# Ренегати (фільм)
«Ренегати» (англ. Renegades) — американський кримінальний бойовик 1989 року режисера Джека Шолдера з Кіфером Сазерлендом, Лу Даймондом Філліпсом і Джеймі Герцом у головних ролях. Прем'єра фільму відбулася 2 червня 1989 року.

## Синопсис
Поліцейський під прикриттям Бастер МакГенрі формує альянс із корінним американцем, щоб допомогти йому вистежити злочинців, які викрали стародавній спис племені лакота.

## У ролях
| Актор             | Роль                     |
| ----------------- | ------------------------ |
| Кіфер Сазерленд   | детектив Бастер МакГенрі |
| Лу Даймонд Філіпс | Генк Сторм               |
| Роберт Кнеппер    | Боббі Маріно             |
| Джеймі Герц       | Барбара                  |
| Білл Смітровіч    | детектив Майкл Фінч      |
| Кларк Джонсон     | J.J.                     |
| Флойд Вестерман   | Червоний Ворон Сторм     |
| Гарі Фармер       | Джордж Сторм             |

## Виробництво
Режисер Джек Шолдер хотів перевершити автомобільну погоню зі свого попереднього фільму «Прихований ворог». Він запитав координатора трюків Міккі Гілберта, що можна показати в автомобільній погоні, чого раніше не робили. Гілберт розробив два трюки: автомобіль проїжджав прямо через офіс і знищував його, і автомобіль заїжджав на рампу фури і виїжджав через інший кінець. Спочатку погоня тривала дев'ять хвилин, але Шолдеру здалося, що це занадто довго, тому він скоротив її до семи.

## Зовнішні посилання
- Renegades на сайті IMDb (англ.)